# Paramulona
Paramulona is een geslacht van vlinders van de familie spinneruilen (Erebidae), uit de onderfamilie Arctiinae.

## Soorten
- P. albulata Herrich-Schäffer, 1866
- P. baracoa Field, 1951
- P. nephalistis Hampson
- P. schwarzi Field, 1951